# Dennis the Menace (fumetto statunitense)
Dennis the Menace è una striscia a fumetti statunitense creata da Hank Ketcham. Esordì il 12 marzo 1951 su 16 quotidiani e venne distribuita in origine da Post-Hall Syndicate; dopo la morte dell'autore venne realizzata dai suoi assistenti, Marcus Hamilton e Ron Ferdinand, e continua a essere pubblicata in almeno un migliaio di giornali in 48 paesi e 19 lingue dalla King Features Syndicate. Il successo del fumetto ha portato alla realizzazione di serie televisive, lungometraggi e un parco dei divertimenti. In italia è stato pubblicato su diverse riviste come Corriere dei Piccoli, Eureka e Topolino tradotto in diversi modi: Dennis, Dennis (o Denni) la pulce, L'atomico Dennis, Totò Tritolo, Totò combinaguai, Gianni la Peste, Gian Tempesta.
Una serie omonima venne creata lo stesso anno in Gran Bretagna da David Law.

## Altri media

### Cinema
- Dennis the Menace in Mayday for Mother (1981, corto d'animazione)
- Dennis the Menace (1987)
- Dennis la minaccia (Dennis the Menace) (1993)
- Dennis colpisce ancora (Dennis the Menace Strikes Again) (1998)
- Dennis la peste (Dennis the Menace in Cruise Control) (2002, lungometraggio d'animazione)
- Dennis - La minaccia di Natale (A Dennis the Menace Christmas) (2007)

### Televisione
- Dennis the Menace (1959)
- Denny (Dennis the Menace) (1986, animazione)
- All-New Dennis the Menace (1996, animazione)

### Videogiochi
- Dennis, videogioco del 1993 per Amiga e Super NES